# Episodi di The Wire (prima stagione)
La prima stagione della serie televisiva The Wire è stata trasmessa negli Stati Uniti dal 2 giugno all'8 settembre 2002 sul canale americano HBO, mentre è stata trasmessa in Italia dal 6 aprile al 29 giugno 2005 sul canale satellitare Fox e in chiaro a partire dal 10 aprile 2012 su Rai 4.
La stagione introduce due gruppi di personaggi: il dipartimento della polizia di Baltimora e la banda di spacciatori gestita dalla famiglia Barksdale. La trama si concentra sull'indagine di polizia che porterà all'arresto dei membri principali di questa organizzazione.
La prima stagione ha raccolto recensioni positive dai critici statunitensi. In alcuni casi, The Wire è considerata di livello superiore rispetto alle serie più conosciute dell'emittente HBO, come I Soprano e Six Feet Under. Una recensione sostiene che The Wire è una parziale rielaborazione di temi già sviluppati nelle precedenti produzioni di David Simon per l'emittente HBO, che però hanno avuto maggiore risonanza nella serie grazie al confronto tra la guerra al terrorismo e la guerra alla droga. Un'altra recensione, invece, afferma che The Wire soffre per la sua crudezza e il lento deragliamento della trama, ma esprime un giudizio positivo sugli intrighi e i personaggi della serie. La rivista Time ha eletto la prima stagione di The Wire come la migliore serie televisiva del 2002.
Nonostante il consenso della critica, The Wire ha ottenuto uno scarso successo di pubblico, che Simon attribuisce alla complessità della trama, una cattiva programmazione televisiva, l'utilizzo abbondante di slang nei dialoghi, e un cast prevalentemente nero. I critici ritengono che la serie abbia messo alla prova la capacità di attenzione del pubblico, e che sia stato un errore mandarla in onda in concomitanza del lancio della serie poliziesca The Shield sul canale FX. Comunque, la serie ha riscosso un maggiore successo con il rilascio della prima stagione su DVD.
| nº | Titolo originale | Titolo italiano        | Prima TV USA      | Prima TV Italia |
| -- | ---------------- | ---------------------- | ----------------- | --------------- |
| 1  | The Target       | Giochi di potere       | 2 giugno 2002     | 6 aprile 2005   |
| 2  | The Detail       | L'avvertimento         | 9 giugno 2002     | 13 aprile 2005  |
| 3  | The Buys         | Retata                 | 16 giugno 2002    | 20 aprile 2005  |
| 4  | Old Cases        | Ricordi                | 23 giugno 2002    | 27 aprile 2005  |
| 5  | The Pager        | Sotto controllo        | 30 giugno 2002    | 4 maggio 2005   |
| 6  | The Wire         | L'intercettazione      | 7 luglio 2002     | 11 maggio 2005  |
| 7  | One Arrest       | Testimone oculare      | 21 luglio 2002    | 18 maggio 2005  |
| 8  | Lessons          | La vendetta di Omar    | 28 luglio 2002    | 25 maggio 2005  |
| 9  | Game Day         | La caccia              | 4 agosto 2002     | 1º giugno 2005  |
| 10 | The Cost         | La trappola            | 11 agosto 2002    | 8 giugno 2005   |
| 11 | The Hunt         | Una poliziotta in coma | 18 agosto 2002    | 15 giugno 2005  |
| 12 | Cleaning Up      | Cambio di strategia    | 1º settembre 2002 | 22 giugno 2005  |
| 13 | Sentencing       | La sentenza            | 8 settembre 2002  | 29 giugno 2005  |

## Giochi di potere
- Titolo originale: The Target
- Soggetto: David Simon, Ed Burns
- Scritto da: David Simon
- Diretto da: Clark Johnson
- "... quando non ti riguarda" - McNulty

### Trama
Il detective della sezione omicidi Jimmy McNulty assiste al processo per omicidio di uno spacciatore di medio livello, D'Angelo Barksdale, e si accorge che la testimone chiave del procedimento ha ritrattato la sua dichiarazione. McNulty riconosce l'influente narcotrafficante Stringer Bell nell'aula di tribunale e crede che egli abbia manipolato il processo. McNulty scavalca le gerarchie del dipartimento di polizia e racconta tutto al giudice, il quale inizia a fare pressione sugli alti funzionari del dipartimento per l'apertura di un'indagine sull'accaduto. D'Angelo viene prosciolto e ritorna a lavorare per la banda di spacciatori controllata da suo zio Avon Barksdale, trasferendosi in una zona di spaccio meno importante chiamata "la fossa". Nel frattempo, il vagabondo e tossico-dipendente Bubbles diventa il mentore di un altro tossico-dipendente dopo una truffa mal-concepita che ha portato a violenti conseguenze.

## L'avvertimento
- Titolo originale: The Detail
- Soggetto: David Simon, Ed Burns
- Scritto da: David Simon
- Diretto da: Clark Johnson
- "Non puoi perdere, se non giochi" - Marla Daniels

### Trama
Il testimone che ha deposto contro D'angelo è stato ucciso, e l'organizzazione Barksdale è sospettata. Una squadra speciale viene formata per investigare sulle crescenti attività criminali di questa organizzazione. Il tenente della squadra, Cedric Daniels, è preoccupato per la qualità degli agenti che formano la squadra, mentre il Detective McNulty è preoccupato per le intenzioni del dipartimento riguardo all'indagine. Kima Gregg, la protetta di Daniels, utilizza Bubbles come informatore per identificare i membri dell'organizzazione Barksdale. Tuttavia, i sospetti di Daniels circa l'incompetenza degli altri membri della squadra si rivelano fondati quando il detective Herc, fa irruzione a notte fonda nelle torri, una zona di spaccio del West side controllata dai Barksdale, e rischiano di essere linciati dagli abitanti del quartiere.

## Retata
- Titolo originale: The Buis
- Soggetto: David Simon, Ed Burns
- Scritto da: David Simon
- Diretto da: Peter Medak
- "Il re rimane il re" - D'Angelo

### Trama
L'irruzione nelle torri provoca una piccola sommossa, cattiva pubblicità per la squadra, il ferimento di Herc, e l'assegnamento di Prez ad incarichi amministrativi. D'angelo spiega ai giovani spacciatori Wallace e Bodie Broadus qual è il loro ruolo nell'organizzazione Barksdale. L'unità speciale inizia finalmente a ottenere un risultato quando Lester Freamon recupera una vecchia foto di Avon Barksdale. Nel frattempo, il rapinatore Omar Little approfitta di una distrazione dei ragazzi di D'angelo e ruba la loro scorta di droga. Poco dopo, "la fossa" viene perquisita dalla polizia e Bodie viene picchiato per aver colpito un agente, ma i poliziotti non trovano niente a causa della rapina di Omar.

## Ricordi
- Titolo originale: Old cases
- Soggetto: David Simon, Ed Burns
- Scritto da: David Simon
- Diretto da: Clement Virgo
- "Linea sottile tra il paradiso e qui" - Bubbles

### Trama
Bodie si sveglia nel carcere minorile di Washington D.C., ma riesce a fuggire prima che Herc e Carver arrivino per interrogarlo. Avon discute con i suoi uomini della scorta di droga rubata e mette una taglia su Omar e la sua banda. McNulty e Bunk Moreland, il suo collega alla omicidi, indagano su un vecchio caso che potrebbe essere legato a D'angelo.

## Sotto controllo
- Titolo originale: The Pager
- Soggetto: David Simon, Ed Burns
- Scritto da: David Simon
- Diretto da: Clark Johnson
- "... un po' lento, un po' in ritardo" - Avon Barksdale

### Trama
Stringer avverte D'Angelo che potrebbe esserci una spia tra i suoi ragazzi. L'unità investigativa ottiene l'autorizzazione per clonare il cercapersone di D'Angelo, ma restano perplessi sul contenuto delle intercettazioni. Prez comincia a riscattarsi agli occhi dei suoi colleghi quando riesce a decifrare il codice usato dagli uomini di Barksdale per comunicare con i cercapersone. Intanto, Wallace localizza Brandon, un membro della banda di Omar, e passa l'informazione a Stringer Bell.

## L'intercettazione
- Titolo originale: The Wire
- Soggetto: David Simon, Ed Burns
- Scritto da: David Simon
- Diretto da: Ed Bianchi
- "... e tutti i pezzi contano" - Freamon

### Trama
Il corpo insanguinato di Brandon viene ritrovato nei pressi della "fossa". Wallace resta turbato per l'accaduto, soprattutto dopo che Avon lo ricompensa per la sua parte nell'omicidio. L'unità investigativa mette sotto controllo i telefoni della "fossa", ma Daniels si scontra con il maggiore William Rawls, capo della sezione omicidi, quando quest'ultimo viene a sapere che un'intercettazione può essere usata per chiudere tre casi di omicidio ancora insoluti.

## Testimone oculare
- Titolo originale: One Arrest
- Soggetto: David Simon, Ed Burns
- Scritto da: Rafael Alvarez
- Diretto da: Joe Chappelle
- "Un uomo deve avere un codice." - Bunk

### Trama
Usando le informazioni ottenute con le intercettazioni, i detective Greggs Herc, Carver e Sydnor fermano un corriere con i rifornimenti per la "fossa". Avon si preoccupa per una possibile spia e Stringer confonde le indagini della squadra istruendo cautamente i suoi ragazzi a smettere di usare i telefoni a gettone. Rawls pressa alcuni detective della squadra per avere informazioni sul caso.

## La vendetta di Omar
- Titolo originale: Lessons
- Soggetto: David Simon, Ed Burns
- Scritto da: David Simon
- Diretto da: Gloria Muzio
- "Se punti al re, meglio che non sbagli mira." - Omar

### Trama
McNulty usa i suoi figli per pedinare Stringer, dopo un incontro casuale in un supermercato locale. Greggs e Carver arrestano un autista mentre riceve una grossa somma di denaro dagli uomini di Barksdale, ma poi sono costretti a restituire i soldi quando si scopre che il soggetto è l'autista del senatore Clay Davis. Daniels racconta l'accaduto a sua moglie Marla. Nel frattempo Omar tende un agguato a Stinkum e Wee Bey, uccidendo il primo e ferendo il secondo.

## La caccia
- Titolo originale: Game Day
- Soggetto: David Simon, Ed Burns
- Scritto da: David H. Melnick, Shamit Choksey
- Diretto da: Milčo Mančevski
- "Chissà, magari abbiamo vinto." - Herc

### Trama
Freamon mette Sydnor e Prez sulle tracce del denaro dell'organizzazione Barksdale. Avon e Proposition Joe, un grosso spacciatore dell'east side, organizzano una partita di pallacanestro. Quest'evento permette all'unità investigativa di vedere per la prima volta l'uomo al centro della loro indagine. Qualche giorno dopo, Omar tenta di uccidere Avon, ma resta ferito durante l'attentato.

## La trappola
- Titolo originale: The Cost
- Soggetto: David Simon, Ed Burns
- Scritto da: David Simon
- Diretto da: Brad Anderson
- "E poi gettò in terra le manette..." - Greggs

### Trama
Dopo essere rimasto pulito per tre giorni, Bubbles riceve alcuni consigli da un ex tossicodipendente. 
Avon e Stringer serrano le file dopo l'imboscata fallita di Omar.
La squadra individua uno dei principali depositi di droga dell'organizzazione Barksdale, ma un'operazione sotto copertura ha 
terribili conseguenze. Omar e Stringer Bell si incontrano per raggiungere un accordo.

## Una poliziotta in coma
- Titolo originale: The Hunt
- Soggetto: David Simon, Ed Burns
- Scritto da: Joy Lusco
- Diretto da: Steve Shill
- "Droga sul maledetto tavolo." - Daniels

### Trama
Mentre la vita della Greggs è in bilico, Daniels riceve l'ordine di colpire l'organizzazione Barksdale. La squadra viene costretta a fare una serie di incursioni in tutta la città per placare il desiderio del capo della polizia di "droga sul tavolo".

## Cambio di strategia
- Titolo originale: Cleaning Up
- Soggetto: David Simon, Ed Burns
- Scritto da: George Pelecanos
- Diretto da: Clement Virgo
- "È il mio mondo, è tutto qui." - Wallace

### Trama
Avon e Stringer incontrano il proprio legale, Maurice Levy, per discutere di una possibile fuoriuscita di informazioni a seguito dei raid. Wallace torna alla fossa e chiede di ritornare al suo vecchio posto, ma Stringer ha un altro piano. Con la perdita delle loro intercettazioni, la squadra intraprende un nuovo approccio e installa una telecamera nel club di Avon. I membri della squadra sorprendono Avon mentre discute di un rifornimento con D'Angelo, il quale viene arrestato con la droga durante il trasporto.

## La sentenza
- Titolo originale: Sentencing
- Soggetto: David Simon, Ed Burns
- Scritto da: David Simon, Ed Burns
- Diretto da: Tim Van Patten
- "A Baltimora Ovest diciamo: siamo tutti in ballo..." - Baltimora, tradizionale

### Trama
Le prove di corruzione politica raccolte da Daniels e McNulty sono rifiutate dall'FBI. Daniels e McNulty affrontano le ire dei loro superiori per aver ignorato l'ordine di una rapida risoluzione del caso. D'Angelo viene convinto a rimanere fedele alla sua famiglia grazie ad una visita in carcere di sua madre. La squadra dispone di sufficienti informazioni per arrestare Avon e molti dei suoi complici, ma non Stringer, che resta a piede libero. Gli affari nella fossa riprendono con Bodie e Poot al comando.